# 菲拉赫乡村县
菲拉赫乡村县（德語：Bezirk Villach-Land）是奧地利克恩顿州的一個縣，位於該州的南部。面積1009.3平方公里。2001年人口64,698人。縣治菲拉赫為一法定城市，並除東北角以外被本縣包圍。
下分19個市镇，其中9集镇，10个普通市镇。